# Anadara brasiliana
El arca pepitona (Anadara brasiliana) es una especie de concha arca del Atlántico occidental.

## Descripción
Son moluscos de concha pesada, resistente, casi tan alta como larga, desigual, con la válvula izquierda superpuesta a la derecha. Escultura de 26 a 28 costillas radiales de sección transversal cuadrada, cada una con cuentas prominentes. Umbones uno frente al otro. Bisagra recta, ligamento corto; área ligamentaria con estriaciones transversales. Periostracum delgado. Color blanco, periostracum marrón claro. De 60 a 78 mm.

## Distribución y hábitat
Se encuentra desde Carolina del Norte a la Florida, el Golfo de México, el Mar Caribe y las Antillas al sur de Brasil, en fondos de arena, cascajos de conchas y praderas marinas entre 1 y 50 metros de profundidad, siendo más común entre los 1 y 3 metros de profundidad.

## Usos
Al sur de su área de distribución es recolectado como alimento.